# Żółtnica
Żółtnica (deutsch Soltnitz, früher Soltenitz) ist ein Dorf in der polnischen Woiwodschaft Westpommern. Das Dorf gehört zur Gmina Szczecinek (Landgemeinde Neustettin) im Powiat Szczecinecki (Neustettiner Kreis).

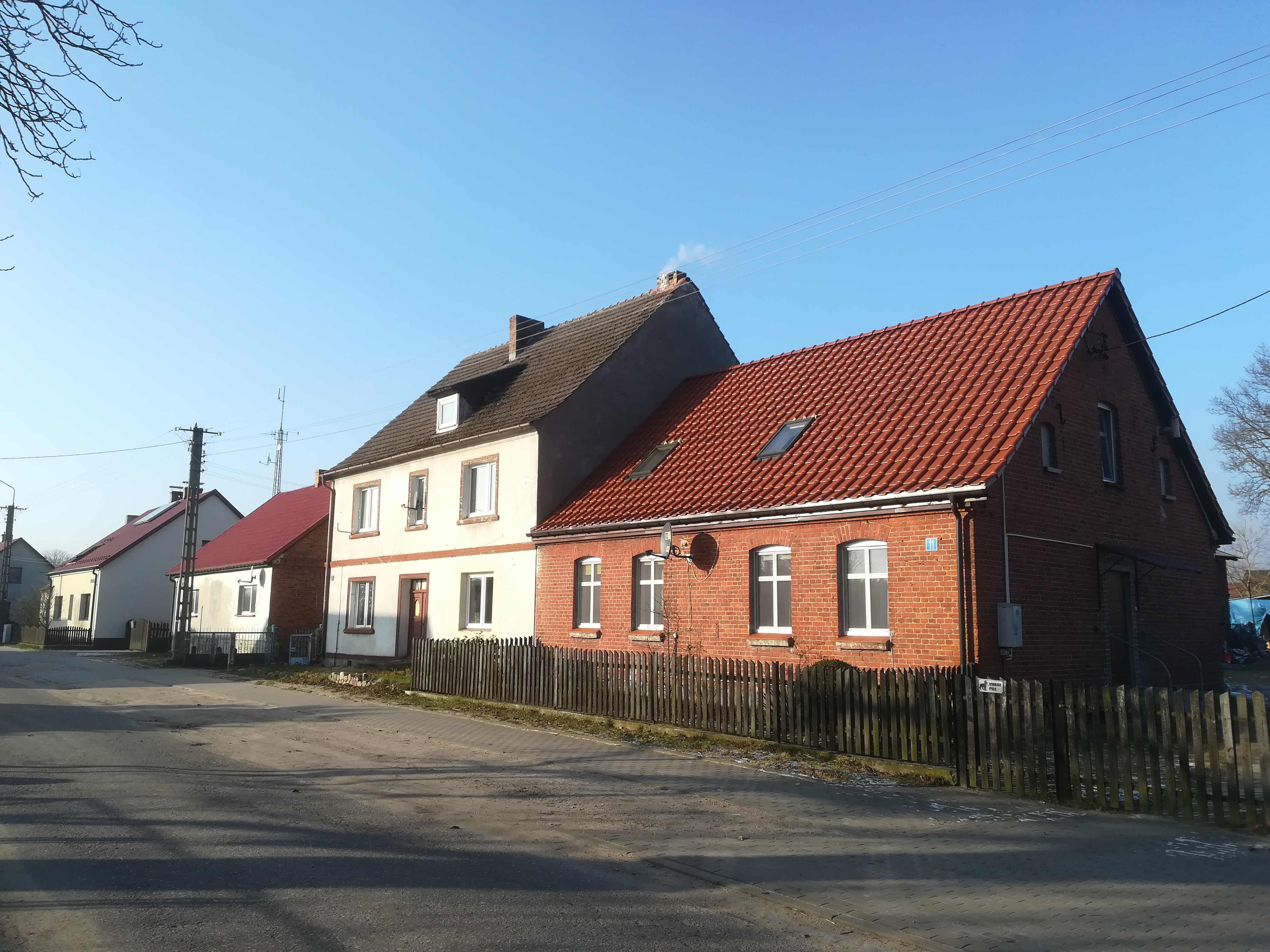
Ortsbild (2019)

## Geographische Lage
Das Dorf liegt in Hinterpommern, etwa 150 km östlich von Stettin und etwa 8 km südöstlich der Stadtmitte von Neustettin. Südöstlich des Dorfkerns fließt der Altmühlbach, der östlich in die Küddow (poln. Gwda) mündet.

## Geschichte
Schon im Mittelalter hatte die alteingeborene hinterpommersche Familie Lembcke in Soltnitz wie auch im Nachbarort Trabehn Besitz; im 15. Jahrhundert war Peter to der Soltenische und Tribbene (1415–1500) hier Grundherr. In einer Urkunde vom 14. Januar 1584 werden hier sowie in Trabehn Hans Lembcke und dessen Söhne Joachim und Friedrich angeführt.
Im 18. Jahrhundert war das Dorf zweigeteilt in einen königlichen Anteil, der dem Domänenamt Neustettin unterstand und dessen „ritterfreie“ Vorwerke durch fachlich qualifizierte Landwirte gegen Hinterlegung einer Kaution vom Fiskus gepachtet werden konnten, und einen adligen Anteil, auf dem Adelsfamilien auf ihrem Lehen saßen. Seit 1717 hatte auch die Familie Bandemer hier Grundbesitz; deren Anteile wurden am 1. Dezember 1797 auf Antrag eines Erben allodifiziert.
Um das Jahr 1896 befand sich das Gut Soltnitz im Besitz eines von Saporski, und das Gut Soltnitzschäferei gehörte dem Besitzer Müller.
Am 1. April 1927 betrug die Flächengröße des Guts Soltnitzschäferei 311 Hektar, und am 16. Juni 1925 wurden in diesem Gutsbezirk 130 Einwohner gezählt.
Um 1930 hatte die Gemarkung der Gemeinde Soltnitz eine Flächengröße von 34,7 km², und im Gemeindegebiet standen insgesamt  224 bewohnte Wohnhäuser an 14 verschiedenen Wohnorten:
1. Achimshöh
2. Bahnhof Soltnitz
3. Beyersmühle
4. Buchholz
5. Haßland
6. Marienhof
7. Neuhof[7]
8. Soltnitz C
9. Soltnitz
10. Soltnitzer Forsthaus
11. Soltnitzermühle[8]
12. Soltnitzschäferei[7]
13. Waldarbeitergehöft Abbau Soltnitz
14. Zedlitzhof

Um 1933 gab es in dem Dorf bei über 1400 Einwohnern zwei Gasthöfe, eine Bäckerei, eine Metzgerei, ein Gemischtwaren-Geschäft, eine Niederlassung der Ländlichen Spar- und Darlehnskasse, eine Branntweinbrennerei, zwei Mühlen, eine Ziegelei, eine Viehhandlung sowie verschiedene Handwerksbetriebe.
Bis 1945 bildete Soltnitz eine Landgemeinde im Landkreis Neustettin in der preußischen Provinz Pommern
des Deutschen Reichs. Das Dorf war Sitz des Amtsbezirks Soltnitz.
Gegen Ende des Zweiten Weltkriegs besetzte im Frühjahr 1945 die Rote Armee die Region. Nach Beendigung der Kampfhandlungen wurde Soltnitz zusammen mit Hinterpommern seitens der sowjetischen Besatzungsmacht der Volksrepublik Polen zur Verwaltung überlassen. Von der polnischen Behörde wurde das Dorf nun unter der Bezeichnung  „Żółtnica“ verwaltet. In der Folgezeit wurde die einheimische Bevölkerung von der polnischen Administration aus dem Kreisgebiet vertrieben. 

## Demographie
| Jahr | Einwohner | Anmerkungen |
| ---- | --------- | --- |
| 1818 | 402       | Kirchdorf in zwei Anteilen, königlicher und adliger Besitz, davon 373 im Dorf, fünf in Soltnitzer, Echbregs oder Hackbarts Mühle und 24 im Vorwerk Soltnitzer Schäferei |
| 1825 | 451       | a) Dorfanteil mit Mutterkirche (178 Ew.); b) Dorfanteil mit Wasser-Mahl- und Schneidemühle (200 Ew.), den Vorwerken Soltnitz-Schäferei (24 Ew.), Neuhof (40 Ew.), Zedlitzhof (sechs Ew.) und dem Forsthaus Grünhof (drei Ew.)                                                                                               |
| 1852 | 1029      | Dorf |
| 1864 | 1274      | am 3. Dezember, davon 828 im adligen Gemeindebezirk, 361 im königlichen Gemeindebezirk und Gutsbezirk Soltnitz zusammen und 85 im Gutsbezirk Soltnitzschäferei |
| 1867 | 1325      | am 3. Dezember, davon 278 im adligen Dorfanteil, 782 im königlichen Dorfanteil, 102 im Gutsbezirk Soltnitz, 91 im Gutsbezirk Soltnitzschäferei und 72 auf der Domäne Neuhof bei Soltnitz |
| 1871 | 1369      | am 1. Dezember, davon 284 im adligen Dorfanteil (sämtlich Evangelische), 780 im königlichen Dorfanteil (772 Evangelische und acht Juden), 105 im Gutsbezirk Soltnitz (sämtlich Evangelische), 101 im Gutsbezirk Soltnitzschäferei (sämtlich Evangelische) und 99 auf der Domäne Neuhof bei Soltnitz (sämtlich Evangelische) |
| 1885 | 1400      | am 1. Dezember, davon 350 im Dorf adligen Anteils (sämtlich Evangelische), 814 im Dorf königlichen Anteils (darunter 812 Evangelische sowie eine katholische und eine jüdische Person) und 122 im Gutsbezirk Soltnitz A und B (sämtliche Evangelische) sowie 114 im Gutsbezirk Soltnitzschäferei (sämtlich Evangelische)    |
| 1910 | 1417      | am 1. Dezember, davon 1186 im Dorf, 133 im Gut Soltnitzschäferei und 98 auf der Domäne Neuhof |
| 1925 | 1447      | darunter 1319 Evangelische und 16 Katholiken |
| 1933 | 1421      | [ 20 ] |
| 1939 | 1495      | [ 20 ] |

## Kirche

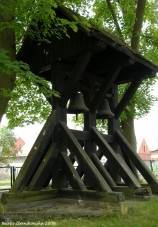
Glockengestühl aus dem 19. Jahrhundert

Die 1945 anwesende Dorfbevölkerung war mit wenigen Ausnahmen evangelisch. Ihr stand  im 19. Jahrhundert ein aus vorreformatorischer Zeit stammendes Kirchengebäude zur Verfügung, das unter dem Patronat der Gutsherrschaft stand.
Pfarrer bis 1945
- Gregor Moller, genannt in der Visitation von 1587, im Amt bis 1614[21]
- Johann Brache, seit 1614 im Amt[21]
- Beyer, 1824[22]

## Verkehr
Etwa 2 ½ km nördlich des Dorfes verläuft die Bahnstrecke Chojnice–Runowo Pomorskie (Konitz–Ruhnow), an der eine Eisenbahnstation besteht.

## Belege
1. ↑  Die Geschichte des Geschlechts Lemke, auf schaper.org, abgerufen am 7. Dezember 2023
2. 1 2  Julius Theodor Bagmihl: Pommersches Wappenbuch, Band 4, Stettin 1854, S. 76 (Google Books).
3. ↑  Rolf Straubel: Grundbesitz und Militärdienst – Kurzbiographien pommerscher Offiziere (1715 bis 1806), Teil I: Biographien, Böhlau, Wien/Köln 2021, S. 356 (Google Books, eingeschränkte Vorschau).
4. ↑  C. Leuchs: Adressbuch aller Länder der Erde der Kaufleute, Fabrikanten, Gewerbetreibenden, Gutsbesitzer etc. Band 12: Pommern, Nürnberg 1896, S. 335 (Google Books).
5. ↑  Kurt Albrecht: Die preußischen Gutsbezirke, in: Zeitschrift des Preussischen Statistischen  Landesamts, 67. Jahrgang, Berlin 1927, S. 344–477, insbesondere S. 399 (Google Books).
6. ↑  Die Gemeinde Soltnitz im ehemaligen Kreis Neustettin in Pommern (Gunthard Stübs und die Pommersche Forschungsgemeinschaft, 2011).
7. 1 2  Ludwig Wilhelm Brüggemann:  Ausführliche Beschreibung des gegenwärtigen Zustandes des Königl. Preußischen Herzogthums Vor- und Hinter-Pommern. Teil II, 2. Band: Beschreibung der zu dem Gerichtsbezirk der Königl. Landescollegien in Cößlin gehörigen Hinterpommerschen Kreise. Stettin 1784, S. 726, Ziffer 6 und Ziffer 7 (Google Books).
8. ↑  Ludwig Wilhelm Brüggemann:  Ausführliche Beschreibung des gegenwärtigen Zustandes des Königl. Preußischen Herzogthums Vor- und Hinter-Pommern. Teil II, 2. Band: Beschreibung der zu dem Gerichtsbezirk der Königl. Landescollegien in Cößlin gehörigen Hinterpommerschen Kreise. Stettin 1784, S. 728, Ziffer 12 (Google Books).
9. ↑  Klockhaus' Kaufmännisches Handels- u. Gewerbe-Adressbuch des Deutschen Reichs, Band 1 A, Berlin 1935, S. 1116 (Google Books).
10. ↑  Alexander August Mützell und Leopold Krug: Neues topographisch-statistisch-geographisches Wörterbuch des preussischen Staats. Band 4: P–S, Halle 1823, S. 341, Ziffer 5388–5390 (Google Books).
11. ↑  Friedrich von Restorff: Topographische Beschreibung der Provinz Pommern mit einer statistischen Uebersicht, Nicolaische Buchhandlung, Berlin und Stettin 1827, S. 302, Ziffer 15 (Google Books), und S. 306, Ziffer 15 (Google Books).
12. ↑  Topographisch-statistisches Handbuch des Preußischen Staats (Kraatz, Hrsg.), Berlin 1856, S. 586 (Google Books).
13. ↑  Preußisches Finanzministerium: Die Ergebnisse der Grund- und Gebäudesteuerveranlagung im Regierungsbezirk Köslin (6. Kreis Neustettin). Berlin 1866, S. 26–33, Ziffer 196–199 (Google Books).
14. 1 2   Königliches statistisches Bureau (Hrsg.): Die Gemeinden und Gutsbezirke der Provinz Pommern und ihre Bevölkerung. Nach den Urmaterialien der allgemeinen Volkszählung vom 1. December 1871 bearbeitet und zusammengestellt.  B. Regierungsbezirk Köslin, III. Kreis Neustettin, Berlin 1874,  S. 98–99, Ziffer 96–97 (Google Books), und S. 104–105, Ziffer 203 sowie 223–224 (Google Books).
15. ↑  Königliches statistisches Bureau (Hrsg.): Gemeindelexikon für das Königreich Preußen. Aufgrund der Materialien der Volkszählung vom 1. Dezember 1885 und anderer Quellen. Band IV: Provinz Pommern, Berlin 1888, S. 110–111, Ziffer 98–99 (Google Books), und S. 116–117, Ziffer 238–239 (Google Books).
16. ↑   Soltnitz, Dorf, Kreis Neustettin, Provinz Pommern, in: Meyers Gazetteer, mit Eintrag aus Meyers Orts- und Verkehrslexikon, Ausgabe 1912, sowie einer historischen Landkarte der Umgebung von Soltnitz (meyersgaz.org).
17. ↑  Soltnitzschäferei, Gutsbezirk, Kreis Neustettin, Provinz Pommern, in: Meyers Gazetteer, mit Eintrag aus Meyers Orts- und Verkehrslexikon, Ausgabe 1912 (meyersgaz.org).
18. ↑  Neuhof, Domäne, Kreis Neustettin, Provinz Pommern, in: Meyers Gazetteer, mit Eintrag aus Meyers Orts- und Verkehrslexikon, Ausgabe 1912 (meyersgaz.org).
19. ↑  Die Gemeinde Soltnitz im ehemaligen Kreis Neustettin in Pommern (Gunthard Stübs und die Pommersche Forschungsgemeinschaft, 2011).
20. 1 2  Michael Rademacher: Provinz Pommern – Landkreis Neustettin. Online-Material zur Dissertation, Osnabrück 2006. In: eirenicon.com.
21. 1 2  Hermann Lehmann: Bausteine zur Neustettiner Localgeschichte. Beilage zum Schulprogramm von 1879, Programm Nr. 109, Neustettin 1879, S. 50 (Google Books).
22. ↑  Amts-Blatt der Königlichen Regierung zu Cöslin, Nr. 27, 7. Juni, Cöslin 1824, Mitteilung 170, S. 244–245 (Google Books).

Koordinaten: 53° 40′ N, 16° 48′ O